# Monument de la XXXI Trobada de Penyes Barcelonistes
El Monument de la XXXI Trobada de Penyes Barcelonistes és una escultura pública academicista de l'Hospitalet de Llobregat (Barcelonès) inclosa en el mapa del Patrimoni Cultural de la Diputació de Barcelona i mapa dels Monuments Commemoratius de Catalunya. Aquesta obra ha estat realitzada per l'escultor Alfredo Sánchez amb motiu de la XXXI Trobada Mundial de Penyes Barcelonistes, celebrada a l'Hospitalet el 5 d'abril de 2006.

## Descripció
Escultura monolítica formada per una part inferior de fusta i una part superior de pedra gravada situada a la plaça de les Germanes Ocaña. La fusta del monument prové de les bigues de l'antic camp de futbol de les Corts. L'empresari tèxtil José María Bassols Tena va rescatar d'entre els enderrocs les bigues de la vella tribuna i les va utilitzar per a la seva fàbrica a Teià. Quan la fàbrica es va desmantellar, la família Bassols va cedir aquestes bigues de fusta a l'escultor Alfredo Sánchez.

## Història
L'Hospitalet va acollir el 5 d'abril de 2006 la Trobada Mundial de Penyes del FC Barcelona. La Penya Barcelonista Collblanc - la Torrassa, amb el suport de l'Ajuntament de l'Hospitalet i de la resta de penyes barcelonistes de la ciutat (Penya Ramonet, Penya del Repartidor, Penya Barcelonista i Penya de Can Serra) van organitzar aquesta trobada mundial.